# Trimerotropis occulens
Trimerotropis occulens là một loài côn trùng thuộc họ Acrididae. Đây là loài đặc hữu của Hoa Kỳ.